# Lijst van bruggen over de Maas in Nederland
Een overzicht van de brugverbindingen over de Maas in Nederland van noord naar zuid.

## De lijst
De onderstaande nummers corresponderen met de nummers op de bovenstaande kaart:
| Nr.: | Naam:                                       | Soort:                                  | Traject:                                                                       | Afbeelding: |
| ---- | ------------------------------------------- | --------------------------------------- | ------------------------------------------------------------------------------ | ----------- |
| 1    | Brug bij Keizersveer                        | verkeersbrug (vakwerkbrug)              | Breda - Almere                                                                 |             |
| 2    | Brug bij Heusden                            | verkeersbrug (tuibrug)                  | Drunen - Giessen                                                               |             |
| 3    | Hedelse brug                                | verkeersbrug (boogbrug)                 | Hedel - 's-Hertogenbosch (Oude Rijksweg)                                       |             |
| 4    | Hedelse spoorbrug                           | spoorbrug (vakwerkbrug)                 | Utrecht - 's-Hertogenbosch (Staatslijn H)                                      |             |
| 5    | Maasbrug bij Empel                          | verkeersbrug (liggerbrug)               | Amsterdam - Maastricht                                                         |             |
|      | Prinses Maxima Sluizen                      | dienstbrug                              | geen vrije toegang                                                             |             |
| 7    | Edithbrug                                   | spoorbrug (verstijfde staafboogbrug)    | 's-Hertogenbosch - Nijmegen (Spoorlijn Tilburg - Nijmegen)                     |             |
| 8    | Maasbrug bij Ravenstein                     | verkeersbrug (liggerbrug)               | Eindhoven - Arnhem                                                             |             |
| 9    | John S. Thompsonbrug                        | verkeersbrug (vakwerkbrug)              | Grave - Nederasselt (Graafseweg)                                               |             |
| 10   | Maasbrug bij Heumen                         | verkeersbrug (liggerbrug)               | Nijmegen - Maasbracht                                                          |             |
| 11   | Spoorbrug Mook                              | spoorbrug (vakwerbrug)                  | Nijmegen - Venlo (Spoorlijn Nijmegen - Venlo)                                  |             |
|      | De Maasover                                 | Fietsbrug                               | F73 MaasWaalpad                                                                |             |
|      | Pontonbrug Nijmeegse Vierdaagse (bij Cuijk) | voetgangersbrug (tijdelijke pontonbrug) | Jaarlijks tijdens de Nijmeegse Vierdaagse                                      |             |
| 12   | Maasbrug bij Gennep                         | verkeersbrug (vakwerkbrug)              | Uden - Gennep (Brabantweg/Veerweg)                                             |             |
| 13   | Maasbrug bij Boxmeer                        | verkeersbrug (liggerbrug)               | Boxmeer - Goch                                                                 |             |
|      | Sluis Sambeek                               | dienstbrug                              | geen vrije toegang                                                             |             |
| 14   | Koninginnebrug                              | verkeersbrug (kokerbrug)                | Well - Eindhoven (Koninginnebrug)                                              |             |
| 15   | Noorderbrug                                 | verkeersbrug (liggerbrug)               | Antwerpen - Duisburg                                                           |             |
| 16   | Spoorbrug Venlo                             | spoorbrug (liggerbrug)                  | Venlo - Eindhoven (Staatslijn E) Venlo - Nijmegen (Spoorlijn Nijmegen - Venlo) |             |
| 16   | Maasbrug                                    | verkeersbrug (liggerbrug)               | Blerick - Venlo (Eindhovenseweg)                                               |             |
| 17   | Zuiderbrug                                  | verkeersbrug (liggerbrug)               | Nijmegen - Maasbracht                                                          |             |
| 18   | Stuw Belfeld                                | dienstbrug                              | geen vrije toegang                                                             |             |
| 19   | Spoorbrug Buggenum                          | spoorbrug (vakwerkbrug)                 | Weert - Roermond (Spoorlijn Budel - Vlodrop)                                   |             |
| 19   | Louis Raemaekersbrug                        | verkeersbrug (liggerbrug)               | Weert - Roermond                                                               |             |
| 20   | Maasbrug bij Wessem                         | verkeersbrug (liggerbrug)               | Amsterdam - Maastricht                                                         |             |
| 21*  | Pater Sangersbrug                           | verkeersbrug (liggerbrug)               | N761 Susteren - Maaseik (Maaseikerweg)                                         |             |
| 22*  | Scharbergbrug                               | verkeersbrug (liggerbrug)               | Brussel - Aken                                                                 |             |
|      | Sluis Borgharen                             | dienstbrug                              | geen vrije toegang                                                             |             |
| 23   | Noorderbrug                                 | verkeersbrug (liggerbrug)               | Maastricht - Heer (Noorderbrug)                                                |             |
| 23   | Spoorbrug Maastricht                        | spoorbrug (boogbrug/tafelbrug)          | Maastricht - Hasselt (Spoorlijn 20 Hasselt - Maastricht)                       |             |
| 24   | Wilhelminabrug                              | verkeersbrug (liggerbrug/basculebrug)   | Centrum Maastricht - Wyck                                                      |             |
| 25   | Sint Servaasbrug                            | voetgangersbrug (boogbrug/tafelbrug)    | Centrum Maastricht - Wyck                                                      |             |
| 25   | Hoge Brug                                   | voetgangersbrug (boogbrug)              | Centrum Maastricht - Wyck                                                      |             |
| 26   | John F. Kennedybrug                         | verkeersbrug (liggerbrug)               | Maastricht - Gulpen (Prins Bisschopsingel/John F. Kennedysingel)               |             |

- Deze bruggen liggen op de grens met België.